# Mesoleius altalpinus
Mesoleius altalpinus är en stekelart som beskrevs av Bauer 1985. Mesoleius altalpinus ingår i släktet Mesoleius och familjen brokparasitsteklar. Inga underarter finns listade i Catalogue of Life.